# Juan Pedro Gutiérrez

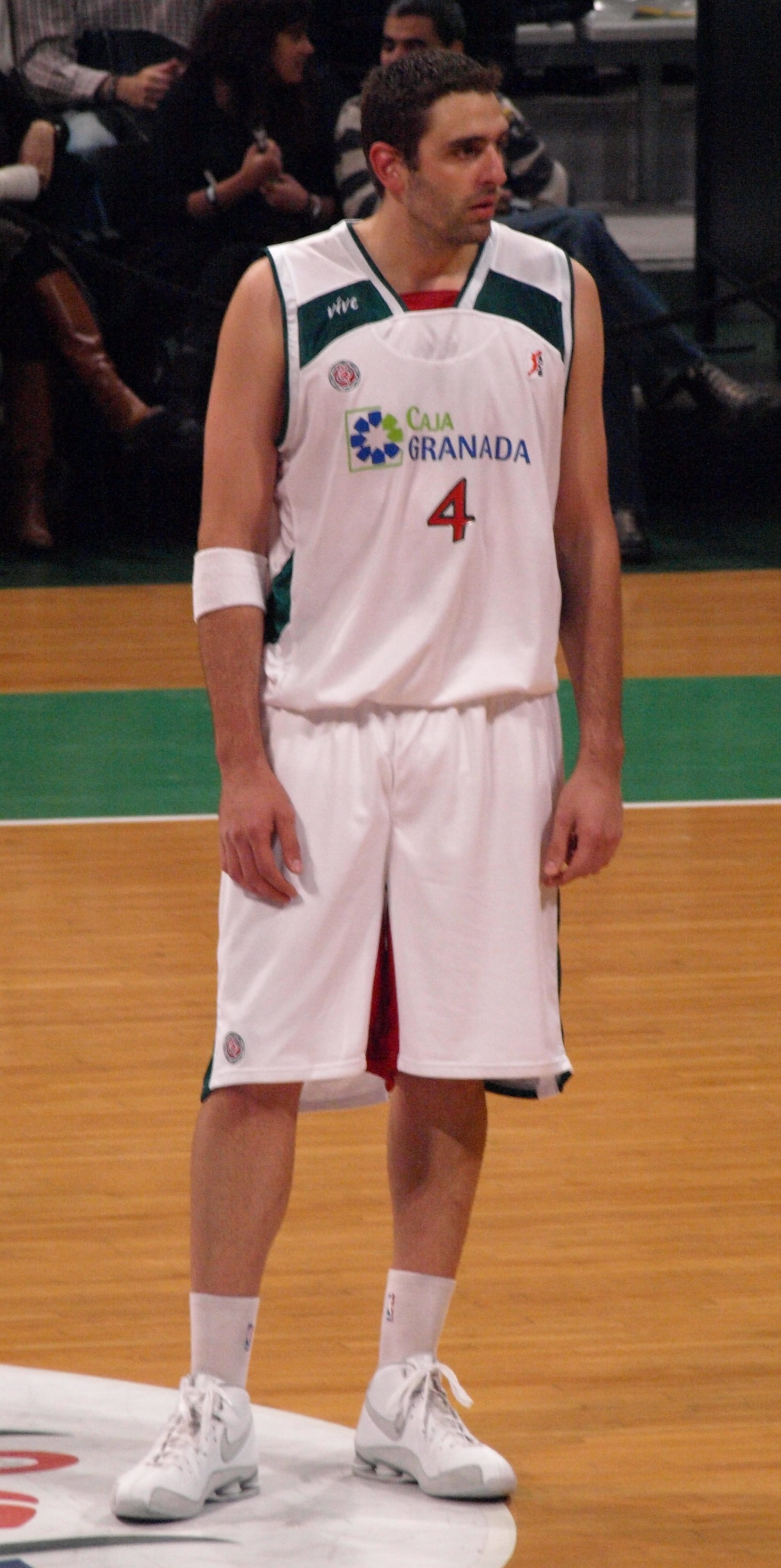
Imagem de Juan Gutiérrez.

Juan Pedro "Juanpi" Gutiérrez (Nueve de Julio, 10 de Outubro de 1983) é um basquetebolista profissional argentino. atualmente joga no Club Atlético Obras Sanitarias de la Nación.